# Perak Utara
Perak Utara is een bestuurslaag in het regentschap Soerabaja van de provincie Oost-Java, Indonesië. Perak Utara telt 24.397 inwoners (volkstelling 2010).